# ウェストン＝スーパー＝メア
ウェストン＝スーパー＝メア (Weston-super-Mare) は、イングランド・サマセットの単一自治体のノース・サマセット内にあるタウン、行政教区である。ブリストル海峡の海岸に面していて、ブリストルの南西29kmの位置にある。

## 歴史
人の住んでいた形跡が鉄器時代からあるものの、町が海岸リゾートとなり、鉄道により周辺の町と繋がり、2つの桟橋が建設された19世紀までは、小さなヴィレッジであった。
観光業が衰え、いくつかの地場産業が廃業になった20世紀後半までは、町は発展していった。21世紀に入って、再開発計画が行われている。

## スポーツ
- ウェストン・スーパー・メアAFC

## 出身人物
- ジョン・クリーズ - コメディアン
- リッチー・ブラックモア - ギタリスト
- ルパート・グレイヴス - 俳優
- イアン・A・アンダーソン（Ian A. Anderson･英語版 ） - フォーク・ギタリスト、フォーク歌手、音楽雑誌編集人

## 姉妹都市
- ドイツ ヒルデスハイム